# Bella Moretti
Bella Moretti (* 12. března 1989, Las Vegas, Nevada), vlastním jménem Arielle Myles je americká pornoherečka.

## Ocenění a nominace
| Rok  | Obřad         | Výsledek    | Cena                 |
| ---- | ------------- | ----------- | -------------------- |
| 2012 | Urban X Award | Kandidatura | Best 3 Way Sex Scene |